# Austrochilidae
Austrochilidae là một họ nhện. Họ này gồm có 3 chi và 9 loài.

## Các chi
Phân loại theo Joel Hallan.
- Austrochilinae Zapfe, 1955

- Austrochilus Gertsch & Zapfe, 1955

- Austrochilus forsteri Grismado, Lopardo & Platnick, 2003 — Chile
- Austrochilus franckei Platnick, 1987 — Chile, Argentina
- Austrochilus manni Gertsch & Zapfe, 1955 — Chile
- Austrochilus melon Platnick, 1987 — Chile
- Austrochilus newtoni Platnick, 1987 — Chile
- Austrochilus schlingeri Platnick, 1987 — Chile

- Thaida Karsch, 1880

- Thaida chepu Platnick, 1987 — Chile
- Thaida peculiaris Karsch, 1880 — Chile, Argentina

- Hickmaniinae 1967 (as family Hickmaniidae)

- Hickmania Gertsch, 1958

- Hickmania troglodytes (Higgins & Petterd, 1883) — Tasmania (Tasmanian Cave Spider)